# ويليام بي. حنا
ويليام بي. حنا (بالإنجليزية: William B. Hanna)‏ هو صحفي أمريكي، ولد في 5 يناير 1866 في بلاتسموث في الولايات المتحدة، وتوفي في 20 نوفمبر 1930 في West Point, New York ‏ في الولايات المتحدة بسبب سكتة.